# 小约翰可汗
小约翰可汗（1997年2月14日—），本名吕晨曦，内蒙古通辽人，中国大陆网络红人，以历史科普而著称。
2016年，其开始以“小约翰”为网名在知乎回答各类军事与历史相关的问题。 2020年10月起活跃于Bilibili，他以诙谐的语言讲述较为冷门的世界国别史和人物趣闻闻名，平均播放量在300万以上，两年内粉丝增量超过400万，凭借以其为主建构的“通辽宇宙”亚文化受到一定欢迎。粉丝称呼他为“通辽可汗”。

## 人物经历
小约翰可汗的家乡是内蒙古通辽市，毕业于内蒙古大学并曾在大学主修政治学。他在本科期间的2017年以“小约翰”为名在知乎网站的人文社科板块高频次地回复网友各类军事历史相关的问题，有数条关于苏联历史的回答爆火，几个月的时间便成为知乎社区的知名创作者。
2020年10月，小约翰开始以“小约翰可汗”为名在Bilibili网站知识区发布以军事、近代史科普为主要内容的视频。小约翰可汗在B站最初的几个视频是他之前的知乎回答的精选。在知乎积累的粉丝和关注度，使他2020年11月14日在B站的首部视频《苏联为何而强大？》得到千万点击。随后开始发布的“奇葩小国”和“硬核狠人”两个系列使其更加出名。不同于互联网上的世界近代史科普内容多围绕美苏、二战等知名国家和中心事件的方式展开，小约翰可汗的“奇葩小国”系列视频将目光放在亚非拉第三世界国家的故事上，获得了不俗的播放量。2022年，小约翰推出新的系列“神奇组织”，专门介绍历史上的各种奇怪的组织和团体，如郇山隐修会。凭借包括“奇葩小国”系列的多个作品，小约翰可汗在半年内成为Bilibili的百万up主，一年时间在Bilibili的粉丝便接近250万，成为了B站知识区的一名知名up主。因为小约翰可汗喜欢在作品中将家乡通辽市的面积（59835平方千米）和人口（280.7万人）作为衡量地区面积人口的单位，通辽这座城市也成为了网友们造梗的对象。2025年2月11日小约翰在抖音和YouTube发布新系列“约翰小剧场”。
小约翰可汗在各个平台的头像都是一只仓鼠。这只仓鼠的原作者是日本画师。小约翰的头像吸引了众多网友对其进行二次创作。
2021年12月25日，小约翰可汗与中国官媒新华社合作播出了一集属于“硬核狠人”系列的影片，讲述因马克思主义信仰叛投苏联的英国间谍乔治·布莱克。2023年1月，他获得了2022年Bilibili“年度最高人气”知识区UP主称号。2024年1月，他获得了2023年Bilibili“百大up主”称号。
2025年7月8日，小约翰成为千万up主。

## 评价
- 南京师范大学讲师孔德罡称小约翰可汗为“一个坚定的反帝國主義、反殖民主义、反霸权主义、对苏联有好感对其历史错误也有反思的共产主义者和国际主义者，一个……纪传体冷战史讲述者，并站在如今国际主义和左翼立场复苏的时代风口上的网络明星”[8]。
- 四川师范大学讲师王屹飞称小约翰可汗的叙事体系“从人民史观的角度出发，以当代互联网汉语文化圈的语言习惯和中华民族传统价值观为基础，对西方资本主义社会进行客观叙述和科学评判…打破了美西方通过成熟的话语体系对自身美化之后的‘形塑’，解构了新自由主义对西方资本主义发展的定义，同时又以‘中国表达+外国故事’的形式融通了东西方的历史，从人民的视角搭建起一座全球普通民众共情的桥梁。这套叙事体系为‘加快中国话语体系构建’探索出一条全新的路径，同时也是基于‘人类命运共同体’理论思考的历史叙事进行的一次…尝试。”[18]